# Proto-World
Het Proto-World is in de evolutionaire taalwetenschap de hypothetische vooroudertaal (proto-taal) waarvan alle bestaande natuurlijke talen uiteindelijk zouden afstammen. Ook gebruikelijk zijn de termen Proto-Human, bedacht door de taalkundigen Harold Fleming en John Bengtson, en Proto-Sapiens, bedacht door Merritt Ruhlen. De taal zou zijn gesproken in India, waar een grote linguïstische diversiteit is blijven bestaan. Het idee van het Proto-World is gebaseerd op het idee van monogenese van alle natuurlijke talen.
Talen ontstaan uit andere talen. Dit weet men doordat er grammaticale mutaties, syncretismen en fonologische veranderingen optreden. Daarom werd in het verleden vaak geopperd dat men de taal kan reconstrueren die aan de basis lag van alle taalfamilies door de lijn ver genoeg naar het verleden door te trekken. Daar er geen geschreven bronnen bestaan voor prehistorische talen, moet men zich bij de reconstructie beroepen op bepaalde taaluniversalia, vergelijking van cognaten en de omkering van klankwetten. Voor talen met een uitsluitend verbale traditie (in feite vrijwel alle talen die bestaan of ooit bestaan hebben) wordt dit toegepast in de glottochronologie. Een zeer ruwe schatting is dat Proto-World, indien het ooit bestaan heeft, zo'n 200.000 jaar geleden gesproken werd.

## Vroegere pogingen
Pogingen om de oudste taal ter wereld te vinden zijn niet nieuw. De Griekse schrijver Herodotus vertelt dat de Egyptische farao Psammetichus ooit een experiment ondernam, omdat hij wilde achterhalen of het Egyptisch, dan wel het Frygisch de oudste taal was. Hierbij liet hij twee pasgeboren kinderen bij de moeder weghalen en in een schuur bij geiten onderbrengen, en gaf een herder de opdracht de kinderen dagelijks eten te geven en te luisteren of ze al spraken. De farao redeneerde dat, indien de kinderen nooit een 'hedendaagse' taal hoorden, ze in hun natuurlijke ontwikkeling vanzelf een 'authentieke' taal zouden beginnen spreken. Na een tweetal jaar opende de herder de stal, waarop de kinderen naar hem toe kwamen gekropen en iets zeiden wat op „bèkos“ leek. De herder bracht verslag uit bij de farao, die liet onderzoeken wat bèkos betekende; het bleek een Frygisch woord voor brood te zijn. De farao concludeerde dat het Frygisch de oudste taal was. Dat de kinderen simpelweg geitengeblaat imiteerden, kwam blijkbaar nooit bij hem op.
Ook Plato deed in zijn 'Kratylos' een poging om de oertaal en woorden fysisch te vergelijken met de objecten die ze moesten voorstellen, net zoals de hiërogliefen dat doen.
In een inleidend hoofdstuk van De beghinselen der weeghconst (1586), getiteld Uytspraeck vande Weerdicheyt der Duytsche Tael, schreef de Vlaams-Nederlandse natuur- en taalwetenschapper Simon Stevin dat hij meende dat het "Duytsch" (=Nederlands en verwante Duitse variëteiten) de oertaal was van alle talen van de wereld. Zelfs de Indianen hadden veel op het "Duytsch" lijkende woorden, en Hiëronymus van Stridon had ooit gesteld dat in enkele Aziatische landen dezelfde taal werd gesproken als in Trier; zij moesten ooit het "Duytsch" hebben overgenomen. Stevin ging vooral diep in op talloze overeenkomsten tussen woorden uit het "Duytsch" en het Frans, Latijn en Grieks, waarbij hij stelt dat de "Duytsche" (Germaanse) woorden "volmaakter" zijn omdat ze meestal maar één lettergreep hebben en daarom duidelijker en "oorspronkelijker" zijn. Dat de Germanen hun woorden juist uit het Latijn en Grieks haalden in plaats van andersom sloot hij uit; tenslotte waren de Germanen vroeger een sterk volk dat het Romeinse Rijk ten val had gebracht, dus keken zij neer op de Romeinen en Grieken en hun talen, zo redeneerde Stevin. Dat de Germaanse en Romaanse talen en het Grieks verwant waren had Stevin goed gezien, maar dat de talen een gemeenschappelijke voorouder hadden en wederzijds leenwoorden uitwisselden in plaats van dat zij allemaal van het "Duytsch" afstamden dat hij zelf toevallig sprak, kwam bij hem niet op.
In 1647 ontdekte de Leidse hoogleraar Marcus Zuerius Boxhorn de gelijkenis van de Indo-Europese talen en veronderstelde het bestaan van een primitieve gemeenschappelijke taal die hij 'Scythisch' noemde. Bij zijn hypothese betrok hij, net als Stevin, het Nederlands en Duits, Grieks en Latijn, maar ook het Perzisch. Later volgden ook de Slavische, Keltische en Baltische talen. In tegenstelling tot Stevin en Becanus, die meenden dat Adam en Eva in het paradijs Nederlands hadden gesproken, waaruit alle andere talen waaronder het Hebreeuws waren ontstaan, sloot Boxhorn echter sommige talen zoals het Hebreeuws uit van de 'Scythische' taalfamilie.
In de 19e eeuw poogde August Schleicher het Proto-Indo-Europees te reconstrueren, zich beroepend op de Wet van Grimm, en met veel aandacht voor het Sanskriet, dat de oudst gedocumenteerde Indo-Europese taal is. Zijn pogingen resulteerden in de zelfgeschreven fabel Het schaap en de paarden, die verdacht veel op Sanskriet leek en dientengevolge nooit echt au sérieux werd genomen.
Aan het Proto-World werd voor het eerst echt aandacht besteed door de Italiaan Alfredo Trombetti, die concludeerde dat de taal tussen de 100.000 en de 200.000 jaar geleden gesproken moest zijn. Dit komt aardig overeen met ontdekkingen in de genetica, de paleontologie en de archeologie die erop wijzen dat al het mitochondriaal DNA afstamt van een vrouw die minder dan 200.000 jaar geleden in Afrika leefde en al het Y-chromosoom van een man die zo'n 60.000 jaar geleden ook in Afrika leefde. Daarnaast dateren de oudst bekende fossielen van de vroege moderne mens van ca. 200.000 jaar geleden. 

## De invloed van het LAD
In de Chomskyaanse taalkunde gaat men uit van het LAD, het Language Acquisition Device: dit is een aangeboren module in de hersenen die kinderen in staat stelt zich syntactische structuren eigen te maken. De nadruk van deze taalkunde op datgene wat aangeboren is, deed de vraag herleven of er dan niet historisch gezien, parallel met de ontwikkeling van het menselijk brein, een evolutie in de taal moet zijn geweest. Bij gebrek aan bronnenmateriaal blijft het echter steeds bij speculatie, en in het algemeen is de queeste naar het Proto-World een randactiviteit binnen de linguïstiek.

## Het probleem van de evolutie
Dankzij DNA-onderzoek is er relatieve zekerheid omtrent de genetische verwantschap van Noord-Amerikaanse en Siberische volksstammen, hetgeen heeft geleid tot de theorie van de Euraziatisch-Amerindische talen. Zodoende is het slechts een kleine stap te postuleren dat, daar nu eenmaal alle mensen tot het ras Homo sapiens behoren, er tussen alle volkeren een linguïstische verwantschap moet bestaan. Het valt echter niet uit te sluiten dat ook de neanderthalers een soort taal hebben gehad; dit bemoeilijkt de theorie, want het impliceert dat taal zich misschien ontwikkelde tijdens de verspreiding van de mens over de wereld, en een of meerdere zijtakken heeft gekend, zodat het onmogelijk is één enkel Proto-World, met name van toen de mensen nog in één gebied vertoefden, te reconstrueren. Er bestaat evenwel een sterk en logisch vermoeden dat primitieve talen nog geen duidelijke grammatica hadden en zich uit oerkreten hebben ontwikkeld (cf. Hans Sperber). Dit zou onmiddellijk een extra bewijs voor semantische primitieven vormen; concepten als moeder en vader, licht en donker, warm en koud zijn, zo kan men opperen, in alle talen aanwezig, ook al valt ervoor geen gemeenschappelijke talige basis te vinden. 

## Kenmerken

### Woordenschat
Met behulp van de vergelijkende methode die op talen in de hele wereld is toegepast zijn een aantal woorden van het Proto-World gereconstrueerd. De bekendste lijst is die van John Bengtson en Merritt Ruhlen (1994), die 27 "wereldwijde etymologieën" hebben vastgesteld. De volgende tabel bevat een selectie uit deze lijst.
| Taal                       | Wie?   | Wat?  | Twee    | Water   | Een/Vinger | Arm-1 | Arm-2     | Buiging/Knie | Haar  | Vagina/Vulva | Geur/Neus |
| -------------------------- | ------ | ----- | ------- | ------- | ---------- | ----- | --------- | ------------ | ----- | ------------ | --------- |
| Khoisantalen               | !kū    | ma    | /kam    | k´´ā    | //kɔnu     | //kū  | ≠hā       | //gom        | /ʼū   | !kwai        | č’ū       |
| Nilo-Saharaanse talen      | na     | de    | ball    | nki     | tok        | kani  | boko      | kutu         | sum   | buti         | čona      |
| Niger-Kordofaniaanse talen | nani   | ni    | bala    | engi    | dike       | kono  | boko      | boŋgo        |       | butu         |           |
| Afro-Aziatische talen      | k(w)   | ma    | bwVr    | ak’wa   | tak        | ganA  |           | bunqe        | somm  | put          | suna      |
| Zuid-Kaukasische talen     | min    | ma    | yor     | rts’q’a | ert        | t’ot’ | qe        | muql         | toma  | putʼ         | sun       |
| Dravidische talen          | yāv    | yā    | iraṇṭu  | nīru    | birelu     | kaŋ   | kay       | meṇḍa        | pūṭa  | počču        | čuṇṭu     |
| Euraziatische talen        | kwi    | mi    | pālā    | akwā    | tik        | konV  | bhāghu(s) | bük(ä)       | punče | p’ut’V       | snā       |
| Dené-Kaukasische talen     | kwi    | ma    | gnyis   | ʔoχwa   | tok        | kan   | boq       | pjut         | tshām | putʼi        | suŋ       |
| Austrische talen           | o-ko-e | m-anu | ʔ(m)bar | namaw   | ntoʔ       | xeen  | baγa      | buku         | śyām  | betik        | iǰuŋ      |
| Indo-Pacifische talen      |        | mina  | boula   | okho    | dik        | akan  | ben       | buku         | utu   |              | sɨnna     |
| Australische talen         | ŋaani  | minha | bula    | gugu    | kuman      | mala  | pajing    | buŋku        |       | puda         | mura      |
| Amerindische talen         | kune   | mana  | p’āl    | akwā    | dɨk’i      | kano  | boko      | buka         | summe | butie        | čuna      |

V betekent "een klinker waarvan de precieze articulatie onbekend is" (ib. 105).
Op basis van deze overeenkomsten heeft Merritt Ruhlen (1994b:105) de volgende lijst met Proto-World-wortels gemaakt:
- ku = 'wie'
- ma = 'wat'
- pal = 'twee'
- akwa = 'water'
- tik = 'vinger'
- kanV = 'arm'
- boko = 'arm'
- buŋku = 'knie'
- sum = 'haar'
- putV = 'vulva'
- čuna = 'neus, geur'

### Syntaxis
In 2003 betoogden Murray Gell-Mann en Merritt Ruhlen dat het Proto-World de SOV-volgorde had, op basis van het feit dat dit in de meeste taalfamilies de meest traditionele woordvolgorde is. Iets soortgelijks was in 1979 voorgesteld door Talmy Givón. In 1963 leverde Joseph Greenberg het bewijs voor bepaalde taaluniversalia, zoals het vooraf laten gaan van het zelfstandig naamwoord door het bijvoeglijk naamwoord en het op het zelfstandig naamwoord laten volgen van achterzetsels (versus voorzetsels), die ook voor het Proto-World zouden hebben gegolden.